# SoftBank 705N
SoftBank 705N（ソフトバンク705N）は日本電気（NEC）が開発しソフトバンクモバイルが販売するW-CDMA通信方式の携帯電話端末。
また、ここでは兄弟機のSoftBank 706Nについても解説する。706N以降、820N・821Nまで1年あまりNECのソフトバンクモバイル向け端末は途切れることになる。

## 主な機能・サービス
- ミュージックプレイヤー
- Bluetooth
- バイリンガル
- QRコード読み取り・作成

| 主な対応サービス   | 主な対応サービス | 主な対応サービス | 主な対応サービス |
| ------------------ | ---------------- | ---------------- | ---------------- |
| サークルトーク     | ホットステータス | Yahoo!mocoa      | S!ループ         |
| S!タウン           | ライブモニター   | S!CAST           | S!FeliCa         |
| S!ケータイ動画     | PCサイトブラウザ | 電子コミック     | S!アプリ         |
| 着うたフル／着うた | アレンジメール   | S!アドレスブック | 3Gお天気アイコン |
| レコメール         | TVコール         | 国際ローミング   | S!GPSナビ        |
| デルモジ表示       | ワンセグ         | 3G ハイスピード  | おなじみ操作     |

## 特徴
筐体形状は、穏やかな丸みを帯びた、飾らないシンプルなデザイン。706Nでは背面部がミラー仕上げとなっているが、706Pほどバランスは悪くなっていない。ただし、イヤホンとデータ通信の兼用ケーブルと充電端子は独自形状となっているので、注意が必要。
ソフトウェア面では、新文字入力エンジン「Mogic Engine」の搭載によって「先読み予測」、「つながり予測」で変換速度が大幅に向上した。また、両機種ともに、パソコン（Windows）からの音楽ファイル転送に「705N ミュージック転送ツール」が利用可能である。